# Fra Diamante

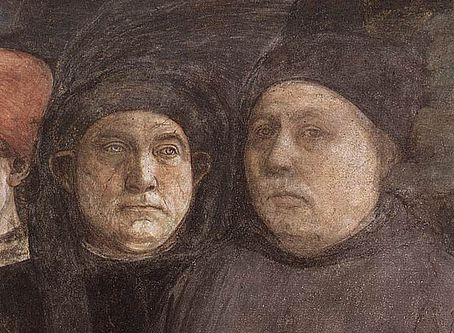
Fra Filippo Lippi y Fra Diamante.

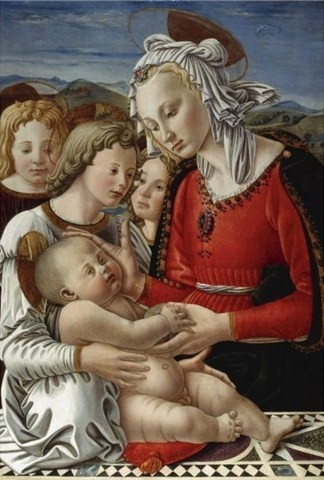
Madonna Benson, Colección particular.

Fra Diamante di Feo Bracciolini (Terranuova, Val d'Arno, 1430 - Roma o Florencia, desp. 1498), fue un pintor italiano, activo durante el renacimiento.

## Biografía
Ingresó muy joven en el convento carmelita de Prato y pronto comenzó a trabajar como ayudante de Fra Filippo Lippi, con quien colaboró en la ejecución de los frescos de la Catedral de Prato (1452-1466). Obra suya son las escenas con San Juan Gualberto y San Alberto de Trapani junto a la ventana del coro.
En 1463, Diamante fue encarcelado en Florencia por motivos desconocidos. Como consecuencia de ello, el trabajo en la Catedral de Prato quedó interrumpido, a tal punto, que el Concejo de dicha ciudad imploró al arzobispo de Florencia la liberación del monje pintor. Sólo sabemos que en noviembre de 1465 Diamante recibía el pago por la última escena del ciclo.
Cuando Lippi huyó con la moja Lucrecia Buti se produjo un gran escándalo. Diamante recibió el encargo de terminar los trabajos que su maestro había dejado inconclusos.
Lippi falleció en 1469, mientras trabajaba con Diamante en los frescos de la Catedral de Spoleto. Diamante concluyó la obra y se hizo cargo del hijo del difunto, Filippino Lippi, de tan sólo diez años de edad.
Diamante se trasladó posteriormente a Roma, donde permaneció algún tiempo. Se desconoce si falleció en esta ciudad o la fecha exacta de su muerte.
Fra Diamante posee un estilo muy similar al de su colega Lippi, siendo en ocasiones muy difícil determinar la autoría de ciertas obras. Se le podría distinguir por un tratamiento de los colores ligeramente más brillante, a veces con calidades casi metálicas.